# Hanila bint Mamoun
Hanila bint Mamoun (fl. XX secolo) è stata la prima moglie di Muhammad V del Marocco.

## Biografia
Lalla Hanila nacque dal mulay Muhammad al-Mamoun, pertanto fu una nipote di Hasan I.
Sposò Muhammad bin Yusuf, futuro sultano, da cui divorziò poco dopo la nascita della figlia Fatima Zohra.

## Discendenza
Hanila bint Mamoun e Muhammad V del Marocco ebbero una figlia:
- Fatima Zohra (1929-2014), sposò il moulay Ali Alaoui (1924-1988) ed ebbe tre figli.

## Ascendenza
|                     |     |                                | Genitori                      |  |  | Nonni |  |  | Bisnonni                |  |  | Trisnonni            |  |
|                     |     |                                |                               |  |  |       |  |  | Muhammad IV del Marocco |  |  | Mulay 'Abd al-Rahman |  |
|                     |     |                                |                               |  |  |       |  |  | Muhammad IV del Marocco |  |  | Mulay 'Abd al-Rahman |  |
|                     |     | Halima bint Sulayman al-Alaoui |                               |  |  |       |  |  | Muhammad IV del Marocco |  |  |                      |  |
| Hasan I del Marocco |     |                                |                               |  |  |       |  |  | Muhammad IV del Marocco |  |  |                      |  |
|                     |     | Safiya bint Maimun al-Alaoui   | Maimun bin Mohammed al-Alaoui |  |  |       |  |  |                         |  |  |                      |  |
|                     |     | Safiya bint Maimun al-Alaoui   | Maimun bin Mohammed al-Alaoui |  |  |       |  |  |                         |  |  |                      |  |
|                     |     | Safiya bint Maimun al-Alaoui   | ...                           |  |  |       |  |  |                         |  |  |                      |  |
| Muhammad al-Mamoun  |     | Safiya bint Maimun al-Alaoui   |                               |  |  |       |  |  |                         |  |  |                      |  |
|                     |     | Bel-Abbas al-Daouia            | ...                           |  |  |       |  |  |                         |  |  |                      |  |
|                     |     | Bel-Abbas al-Daouia            | ...                           |  |  |       |  |  |                         |  |  |                      |  |
|                     |     | Bel-Abbas al-Daouia            | ...                           |  |  |       |  |  |                         |  |  |                      |  |
| Kinza al-Daouia     |     | Bel-Abbas al-Daouia            |                               |  |  |       |  |  |                         |  |  |                      |  |
|                     |     | ...                            | ...                           |  |  |       |  |  |                         |  |  |                      |  |
|                     |     | ...                            | ...                           |  |  |       |  |  |                         |  |  |                      |  |
|                     |     | ...                            | ...                           |  |  |       |  |  |                         |  |  |                      |  |
| Hanila bint Mamoun  |     | ...                            |                               |  |  |       |  |  |                         |  |  |                      |  |
|                     | ... | ...                            |                               |  |  |       |  |  |                         |  |  |                      |  |
|                     | ... | ...                            |                               |  |  |       |  |  |                         |  |  |                      |  |
|                     | ... | ...                            |                               |  |  |       |  |  |                         |  |  |                      |  |
| ...                 | ... |                                |                               |  |  |       |  |  |                         |  |  |                      |  |
|                     |     | ...                            | ...                           |  |  |       |  |  |                         |  |  |                      |  |
|                     |     | ...                            | ...                           |  |  |       |  |  |                         |  |  |                      |  |
|                     |     | ...                            | ...                           |  |  |       |  |  |                         |  |  |                      |  |
| ...                 |     | ...                            |                               |  |  |       |  |  |                         |  |  |                      |  |
|                     |     | ...                            | ...                           |  |  |       |  |  |                         |  |  |                      |  |
|                     |     | ...                            | ...                           |  |  |       |  |  |                         |  |  |                      |  |
|                     |     | ...                            | ...                           |  |  |       |  |  |                         |  |  |                      |  |
| ...                 |     | ...                            |                               |  |  |       |  |  |                         |  |  |                      |  |
|                     |     | ...                            | ...                           |  |  |       |  |  |                         |  |  |                      |  |
|                     |     | ...                            | ...                           |  |  |       |  |  |                         |  |  |                      |  |
|                     |     | ...                            | ...                           |  |  |       |  |  |                         |  |  |                      |  |
|                     |     | ...                            |                               |  |  |       |  |  |                         |  |  |                      |  |